# Anna Salvat Margarit
Anna Salvat Margarit (Rubí, Vallès Occidental, 20 de novembre de 2006) és una portera d'hoquei sobre patins catalana.
Començà a practicar l'hoquei sobre patins als quatres anys. Ha competit amb el Club Patí Voltregà i amb l'Hoquei Club Palau de Plegamans la temporada 2021-22, amb el qual guanyà una Lliga Europea (2021-22), una OK Lliga femenina (2021-22) i una Supercopa espanyola (2021-22). L'estiu de 2022 fitxà pel Club Patí Vila-sana. Amb el club ponentí ha guanyat una Supercopa espanyola (2024-25), una Copa Intercontinental (2025) i una Copa de la Reina (2025, essent escollida MVP de la final). Internacional amb la selecció espanyola en categories inferiors, es proclamà campiona d'Europa sub-17 (2021). Debutà amb la selecció absoluta amb catorze anys, amb el qual ha aconseguit dos Campionats d'Europa (2021, 2023) i un subcampionat del Món (2022).

## Palmarès
Clubs
- 1 Lliga europea d'hoquei sobre patins (2021-22)
- 1 Copa Intercontinental d'hoquei sobre patins (2025)
- 1 Lliga espanyola d'hoquei sobre patins (2021-22)
- 1  Copa espanyola d'hoquei sobre patins (2025
- 1 Supercopa espanyola d'hoquei sobre patins (2021-22)

Selecció espanyola
- 1 medalla d'argent al Campionat del Món d'hoquei sobre patins (2022)
- 2 medalles d'or al Campionat d'Europa d'hoquei patins (2021, 2023)